# Jezioro Kocie (województwo zachodniopomorskie)
Jezioro Kocie (Kocie Duże) – jezioro położone w woj. zachodniopomorskim, w powiecie szczecineckim, w gminie Borne Sulinowo. Jest połączone od północy z jeziorem Łąkie, a od południa z jeziorem Kocie Południowe. Od wschodu sąsiaduje z nasypem kolejowym linii kolejowej Runowo Pomorskie - Chojnice. Jezioro jest wykorzystywane w turystyce prowadzi przez nie szlak wodny Piławy, odbywają się tu spływy kajakowe. Od 24 czerwca 1982 akwen jest objęty całodobową strefą ciszy. Aktualnym zarządcą jest gospodarstwo rybackie w Czaplinku.